# Doom Mountain
Doom Mountain är ett berg i Kanada.   Det ligger i provinsen British Columbia, i den sydvästra delen av landet, 3 800 km väster om huvudstaden Ottawa. Toppen på Doom Mountain är 787 meter över havet.
Terrängen runt Doom Mountain är kuperad. Havet är nära Doom Mountain åt nordväst. Trakten runt Doom Mountain är nära nog obefolkad, med mindre än två invånare per kvadratkilometer.. Det finns inga samhällen i närheten. 
I omgivningarna runt Doom Mountain växer i huvudsak barrskog.